# Zhejiang Yiteng
Zhejiang Yiteng Football Club (chiń. 浙江毅腾) – chiński klub piłkarski, mający siedzibę w mieście Shaoxing założony w 1988 roku. 
W swojej historii w najwyższej klasie rozgrywkowej grał przez jeden sezon. Było to w roku 2014. Największymi sukcesami było mistrzostwo China League Two w roku 2011 oraz wicemistrzostwo China League One w roku 2013.

## Historia nazw
- 1988-95: Dalian Tielu
- 1996-99: Dalian Yiteng Liantie
- 2000-13: Dalian Yiteng
- 2014-15: Harbin Yiteng
- 2016-: Zhejiang Yiteng

## Stadion
Domowe mecze klub rozgrywa na stadionie o nazwie Shaoxing City Sports Centre Stadium w Shaoxing, który może pomieścić 20 000 widzów.

## Sukcesy

### Ligowe
- Jia B/China League One

wicemistrzostwo (1) : 2013
- China League Two

mistrzostwo (1) : 2011

## Historia występów w pierwszej lidze
| Sezon | Pozycja | M  | Z. | R | P  | GZ | GS | +/- | Pkt. |
| ----- | ------- | -- | -- | - | -- | -- | -- | --- | ---- |
| 2014  | 16      | 30 | 5  | 6 | 19 | 35 | 56 | −21 | 21   |

## Reprezentanci kraju grający w klubie
Stan do roku 2016
| - Wisdom Fofo Agbo - Jin Soon-Jin - Liu Quankun - Shi Jun - Wang Jung-Hyun | - Yan Xiangchuang - Ye Weichao - Zhang Yaokun - Zou Jie |

## Trenerzy
Stan na koniec 2015 roku
| - Xu Yin i Cheng Xianfei 1994–1999 - Li Hongwu 2006 - Wang Jun 2006-2007 - Wang Hongli 2007 - Wang Jun 2007 - Cho Yoon-hwan 2007 - Wang Jun 2007 - Gai Zengjun 2007-2008 - Wang Jun 2008-2010 | - Duan Xin 2010-2011 - Wang Helong 2014 - Marijo Tot 2014 - Duan Xin 2014-2015 - Gai Zengjun 2015 - Duan Xin 2015 - Goran Tomić 2016 - Duan Xin 2016 |